# The Stanford Review
The Stanford Review — студенческое медиа Стэнфордского университета, основанное в 1987 году Питером Тилем и Норманом Буком.

## История
В 1987 году коалиция Джесси Джексона Rainbow/PUSH вдохновила группу студентов выдвинуть требования, изложенные в The Rainbow Agenda. Отчасти The Stanford Review был основан для того, чтобы предоставить альтернативную точку зрения.

## Известные сотрудники
- Питер Тиль (основатель и главный редактор), один из основателей PayPal, Founders Fund, Palantir Technologies.
- Кен Хоури (бывший ответственный редактор), один из основателей PayPal, Founders Fund.
- Дэвид O. Сакс (бывший главный редактор), основатель Yammer, Angel Investor.
- Эрик Джексон (бывший главный редактор) генеральный директор в CapLinked